# Anthony Perez
Anthony Perez (Tolosa, 22 aprile 1991) è un ciclista su strada francese, professionista dal 2016, che corre per il team Cofidis.

## Palmarès

### Strada
- 2010 (dilettanti)

3ª tappa Tour des Deux-Sèvres
- 2011 (dilettanti)

1ª tappa Vuelta a Toledo
- 2013 (dilettanti)

Grand Prix d'ouverture d'Albi
Grand Prix de Birans
- 2014 (dilettanti)

Grand Prix d'ouverture d'Albi
3ª tappa Tour de Franche-Comté
Grand Prix de Bénéjacq
- 2015 (dilettanti)

5ª tappa Circuit de Saône-et-Loire
Classifica generale Circuit de Saône-et-Loire
Grand Prix de la Tomate
Grand Prix de Puy-l'Évêque
1ª tappa Tour du Piémont pyrénéen
- 2017 (Cofidis, due vittorie)

3ª tappa Giro del Lussemburgo (Eschweiler > Diekirch)
2ª tappa Tour du Gévaudan Languedoc-Roussillon (Mende > Mende)
- 2018 (Cofidis, una vittoria)

4ª tappa Giro del Lussemburgo (Mersch > Lussemburgo)
- 2020 (Cofidis, una vittoria)

1ª tappa Tour des Alpes-Maritimes et du Var (Le Cannet > Grasse)
- 2022 (Cofidis, una vittoria)

Classic Loire Atlantique
- 2023 (Cofidis, una vittoria)

Drôme Classic

#### Altri successi
- 2009 (Juniores)

Classifica scalatori GP Général Patton
- 2017 (Cofidis)

Classifica a punti Tour du Gévaudan Languedoc-Roussillon
- 2018 (Cofidis)

Classifica scalatori Route d'Occitanie
- 2021 (Cofidis)

Classifica scalatori Parigi-Nizza

## Piazzamenti

### Grandi Giri
- Giro d'Italia

2022: 88º
2025: 124º
- Tour de France

2018: 85º
2019: 87º
2020: ritirato (3ª tappa)
2021: 86º
2022: 83º
2023: non partito (18ª tappa)
- Vuelta a España

2017: 80º

### Classiche monumento
- Liegi-Bastogne-Liegi

2017: 117º
2018: 70º
2019: 24º
2021: 96º
2022: 81º
2023: 112º
2024: ritirato
- Giro di Lombardia

2016: ritirato
2017: ritirato
2019: 57º

### Competizioni mondiali
- Campionati del mondo

Mosca 2009 - In linea Juniores: 12°